# Ezequiel Montes
Ezequiel Montes è una città dello stato di Querétaro, nel Messico centrale, capoluogo della omonima municipalità.
La popolazione della municipalità è di 34.729 abitanti e ha una estensione di 298,27 km².

## Luoghi di interesse
Il villaggio di Bernal, che si trova ai piedi del monolite di Peña de Bernal, il terzo per grandezza del mondo, è iscritto dal 2005 nella lista del programma Pueblos Mágicos.